# Замісник (шаблон проєктування)
Шаблон Proxy (Заступник, англ. Proxy pattern) — Шаблон проєктування. Надає об'єкт, що контролює доступ, перехоплюючи всі виклики до нього.

## Проблема
Необхідно керувати доступом до об'єкта так, щоб створювати громіздкі об'єкти «на вимогу».

## Вирішення
Створити сурогат громіздкого об'єкта. «Заступник» зберігає посилання, яке дозволяє заступникові звернутися до реального суб'єкта (об'єкт класу «Заступник» може звертатися до об'єкта класу «Суб'єкт», якщо інтерфейси «Реального Суб'єкта» і «Суб'єкта» однакові). Оскільки інтерфейс «Реального Суб'єкта» ідентичний інтерфейсу «Суб'єкта», так, що «Заступника» можна підставити замість «Реального Суб'єкта», контролює доступ до «Реального Суб'єкта», може відповідати за створення або видалення «Реального Суб'єкта». «Суб'єкт» визначає загальний для «Реального Суб'єкта» і «Заступника» інтерфейс, так, що «Заступник» може бути використаний скрізь, де очікується «Реальний Суб'єкт».
«Заступник» може мати і інші обов'язки, а саме:
- віддалений «Заступник» може відповідати за кодування запиту і його аргументів і відправку закодованого запиту реальному «Суб'єктові»
- віртуальний «Заступник» може кешувати додаткову інформацію про реального «Суб'єкта», щоб відкласти його створення
- захищаючий «Заступник» може перевіряти, чи має клієнтський об'єкт необхідні для виконання запиту права.

## Типи замісника
- Кеш проксі. Кеш проксі покращує продуктивність реального об'єкта, коли вони виконують довгі операції, а результат цих операцій рідко змінюється. Наприклад, реальний об'єкт містить метод, що рахує прості числа. При першому виклику проксі делегує операцію реальному об'єкту і зберігає результат повернення. При всіх наступних викликах, проксі повертає кешовану інформацію.

- Проксі захисту. Проксі захисту, додає рівень захисту над реальним об'єктом. Наприклад, реальний об'єкт може отримати доступ до бази даних і повернути конфіденційні дані користувачу. Проксі-захисник міг би додати методи або властивості, які дозволяють клієнтському об'єкту забезпечити відповідну аутентифікацію, перш ніж повернути дані. Він також може фільтрувати дані відповідно до прав автентифікованого користувача.

- Віддалений проксі. Віддалений проксі-сервер надає локальний об'єкт, який посилається на реальний об'єкт в іншому місці, як правило, через мережеве з'єднання. Проксі виконує необхідні дії для кодування запитів на передачу мережі і приймає результати від віддаленого ресурсу, перш ніж повертати їх клієнту. Звичайний приклад віддаленого проксі-сервера - це локальний клас, створений Visual Studio для забезпечення доступу до вебслужби.

- Розумний проксі. Розумний проксі додає додаткову функціональність реальному об'єкта. Ця функціональність часто невидима для клієнта. Наприклад, підрахунок існуючих посилань на ресурсомісткий об'єкт таким чином, що коли лічильник досягне нуля, дані об'єкта можуть бути видалені з пам'яті. Можна також використовувати розумний проксі для логування викликів користувача до реального об'єкта.

- Віртуальний проксі. Віртуальний проксі забезпечує спрощену версію складного об'єкта. Тільки тоді, коли потрібні дані реального об'єкта, лише тоді він створюється, забезпечуючи форму лінивої ініціалізації. Наприклад, провідник Windows, може відобразити файли, який видно на екрані. При отриманні списку файлів, ім'я файлу, розмір та інша легка для отримання інформація зберігатиметься в об'єктах проксі. Тільки при команді "перегляд документа", реальний об'єкт буде створено і заповнено повним вмістом файлу, оскільки вони доступні повільніше і потребують більше пам'яті.

## Переваги
- віддалений замісник;
- віртуальний замісник може виконувати оптимізацію;
- захищає замісника;
- «Розумне» посилання (вказівник);

## Недоліки
- Різко збільшує час відгуку

## Реалізація

### C++
```
#include
 
<iostream>

using
 
namespace
 
std
;

struct
 
ProxyBase

{

	
virtual
 
void
 
f
()
 
=
 
0
;

	
virtual
 
void
 
g
()
 
=
 
0
;

	
virtual
 
void
 
h
()
 
=
 
0
;

	
virtual
 
~
ProxyBase
()
 
{}

};

struct
 
Implementation1
 
:
 
public
 
ProxyBase

{

	
void
 
f
()
 
{
 
cout
 
<<
 
" Implementation1.f()"
 
<<
 
endl
;
 
}

	
void
 
g
()
 
{
 
cout
 
<<
 
" Implementation1.g()"
 
<<
 
endl
;
 
}

	
void
 
h
()
 
{
 
cout
 
<<
 
" Implementation1.h()"
 
<<
 
endl
;
 
}

};

struct
 
Implementation2
 
:
 
public
 
ProxyBase

{

	
void
 
f
()
 
{
 
cout
 
<<
 
" Implementation2.f()"
 
<<
 
endl
;
 
}

	
void
 
g
()
 
{
 
cout
 
<<
 
" Implementation2.g()"
 
<<
 
endl
;
 
}

	
void
 
h
()
 
{
 
cout
 
<<
 
" Implementation2.h()"
 
<<
 
endl
;
 
}

};

class
 
Proxy
 
:
 
public
 
ProxyBase

{

private
:

	
ProxyBase
*
 
implementation
;

public
:

	
Proxy
(
ProxyBase
*
 
pb
)
 
{
 
implementation
 
=
 
pb
;
 
}

	
~
Proxy
()
 
{
 
delete
 
implementation
;
 
}

	
void
 
f
()
 
{
 
implementation
->
f
();
 
}

	
void
 
g
()
 
{
 
implementation
->
g
();
 
}

	
void
 
h
()
 
{
 
implementation
->
h
();
 
}

};

void
 
main
()

{

	
Proxy
 
p
(
new
 
Implementation2
);

	
p
.
f
();

	
p
.
g
();

	
p
.
h
();

}

```

### C#
```
  
class
 
MainApp

  
{

    
static
 
void
 
Main
()

    
{

      
// Create math proxy

      
MathProxy
 
p
 
=
 
new
 
MathProxy
();

      
// Do the math

      
Console
.
WriteLine
(
"4 + 2 = "
 
+
 
p
.
Add
(
4
,
 
2
));

      
Console
.
WriteLine
(
"4 - 2 = "
 
+
 
p
.
Sub
(
4
,
 
2
));

      
Console
.
WriteLine
(
"4 * 2 = "
 
+
 
p
.
Mul
(
4
,
 
2
));

      
Console
.
WriteLine
(
"4 / 2 = "
 
+
 
p
.
Div
(
4
,
 
2
));

      
// Wait for user

      
Console
.
Read
();

    
}

  
}

  
// "Subject"

  
public
 
interface
 
IMath

  
{

    
double
 
Add
(
double
 
x
,
 
double
 
y
);

    
double
 
Sub
(
double
 
x
,
 
double
 
y
);

    
double
 
Mul
(
double
 
x
,
 
double
 
y
);

    
double
 
Div
(
double
 
x
,
 
double
 
y
);

  
}

   
// "RealSubject"

  
class
 
Math
 
:
 
IMath

  
{

    
public
 
double
 
Add
(
double
 
x
,
 
double
 
y
){
return
 
x
 
+
 
y
;}

    
public
 
double
 
Sub
(
double
 
x
,
 
double
 
y
){
return
 
x
 
-
 
y
;}

    
public
 
double
 
Mul
(
double
 
x
,
 
double
 
y
){
return
 
x
 
*
 
y
;}

    
public
 
double
 
Div
(
double
 
x
,
 
double
 
y
){
return
 
x
 
/
 
y
;}

  
}

  
// "Proxy Object"

  
class
 
MathProxy
 
:
 
IMath

  
{

    
Math
 
math
;

    
public
 
MathProxy
()

    
{

      
math
 
=
 
new
 
Math
();

    
}

    
public
 
double
 
Add
(
double
 
x
,
 
double
 
y
)

    
{

      
return
 
math
.
Add
(
x
,
y
);

    
}

    
public
 
double
 
Sub
(
double
 
x
,
 
double
 
y
)

    
{

      
return
 
math
.
Sub
(
x
,
y
);

    
}

    
public
 
double
 
Mul
(
double
 
x
,
 
double
 
y
)

    
{

      
return
 
math
.
Mul
(
x
,
y
);

    
}

    
public
 
double
 
Div
(
double
 
x
,
 
double
 
y
)

    
{

      
return
 
math
.
Div
(
x
,
y
);

    
}

  
}

```

```
using
 
System
;

using
 
System.Threading
;

namespace
 
Proxy

{

    
public
 
abstract
 
class
 
CalculatorBase

    
{

        
public
 
abstract
 
int
 
Calculate
();

    
}

    
public
 
class
 
NumberMultiplier
 
:
 
CalculatorBase

    
{

        
public
 
override
 
int
 
Calculate
()

        
{

            
int
 
result
 
=
 
1
;

            
for
 
(
int
 
i
 
=
 
2
;
 
i
 
<=
 
5
;
 
i
++
)

            
{

                
result
 
*=
 
i
;

                
// імітуємо важку операцію

                
Thread
.
Sleep
(
500
);

            
}

            
return
 
result
;

        
}

    
}

    
// Кеш проксі

    
public
 
class
 
NumberMultiplierProxy
 
:
 
CalculatorBase

    
{

        
private
 
NumberMultiplier
 
realNumberMultiplier
;

        
private
 
int
 
cachedValue
;

        
public
 
override
 
int
 
Calculate
()

        
{

            
if
 
(
realNumberMultiplier
 
==
 
null
)

            
{

                
realNumberMultiplier
 
=
 
new
 
NumberMultiplier
();

                
cachedValue
 
=
 
realNumberMultiplier
.
Calculate
();

            
}

            
return
 
cachedValue
;

        
}

    
}

    
class
 
Program

    
{

        
static
 
void
 
Main
(
string
[]
 
args
)

        
{

            
CalculatorBase
 
cb
;

            
// перевіряємо роботу реального об'єкта

            
cb
 
=
 
new
 
NumberMultiplier
();

            
Console
.
WriteLine
(
"Real object"
);

            
for
 
(
int
 
i
 
=
 
0
;
 
i
 
<
 
3
;
 
i
++
)

            
{

                
Console
.
WriteLine
(
cb
.
Calculate
());

            
}

            
// перевірямо роботу проксі

            
cb
 
=
 
new
 
NumberMultiplierProxy
();

            
Console
.
WriteLine
(
"Cache proxy"
);

            
for
 
(
int
 
i
 
=
 
0
;
 
i
 
<
 
3
;
 
i
++
)

            
{
                

                
Console
.
WriteLine
(
cb
.
Calculate
());

            
}

            
Console
.
ReadLine
();

        
}

    
}

}

```